# لیدی اسمیت (ویسکانسین)
لیدی اسمیت، ویسکانسین  (به انگلیسی: Ladysmith) شهری در شهرستان راسک ایالت ویسکانسین است که در سال ۱۹۰۵ بنیان‌گذاری شده‌است. این شهر طبق سرشماری سال ۲۰۱۰ میلادی ۳٬۴۱۴ نفر جمعیت داشته‌است.